# 清水荘平
清水 荘平（しみず そうへい、1893年12月6日 - 1970年12月11日）は、大正・昭和期の実業家。かつての工業計器メーカー大手であった株式会社北辰電機製作所（現・横河電機株式会社）の創業者で、代表取締役社長、会長。北辰化学工業株式会社（現・シンジーテック株式会社）、北辰印刷株式会社（現・港北出版印刷株式会社）等、北辰グループの総帥であった。

## 来歴
静岡県に生まれ、1913年、東京物理学校（現・東京理科大学）を卒業し、逓信省に入省。同省電気試験所に勤務する。翌年、文部省に移り、東京帝国大学理学部の助手となり、教授長岡半太郎に仕えた。
1918年、東京帝国大学を辞して、北辰電機製作所を創業（従業員4名）。翌年には現在の東京都港区麻布に工場を開設。工業計器の開発、製造を開始した。1934年には、大田区下丸子に本社工場を完成させ、株式会社北辰電機製作所と改組した。戦時中は、海軍省・陸軍省の要請で、兵器開発を進め、2万人の従業員を擁するまでに発展し、富士航空計器株式会社、北辰航空兵器株式会社等の軍需会社を相次いで設立し、その社長に就任した。北辰が開発した兵器のうち、著名なものは、大和型戦艦3隻に搭載された「アン式3号転輪羅針儀」（ジャイロコンパス）をはじめ、偵察機神風に搭載された精密燃料計、特殊潜航艇に搭載された小型転輪羅針儀等、多くの兵器を開発し、軍部に制式採用された。日本初のジェット機橘花の開発にも関わった。ことに、海軍が保有する潜水艦全艦に北辰製の羅針儀が装備されていた。その他、日本郵船の客船氷川丸の羅針儀も北辰製であり、今なお、横浜山下公園に係留保存されている同船のブリッジにそれを見ることができる。
こうして、清水は、軍部とつながり、北辰電機製作所を発展させ、一躍、工業計器業界の最大手企業に育て上げる。しかし、度重なる東京空襲により本社工場が壊滅的打撃を受け、1945年の敗戦により、事業の継続が困難となる。従業員を一旦全員解雇し、改めて450名を採用し、1946年から工業計器の製造を再開した。清水は、軍需で会社を拡大させた過去を反省し、技術の平和利用、民生利用を第一義に会社再建を決意。工業計器、舶用機器・航空計器の他、16ミリ映写機の開発・製造、コンピュータ機器の開発・製造に進出し、戦後の会社発展の基盤を築いた。しかし、戦時中の空襲被害や、軍需産業への依存度が高かった分、北辰は業界首位から転落し、株式会社横河電機製作所に次ぐ二位メーカーに甘んじ、さらには山武ハネウエル（現・アズビル株式会社）にまで抜かれ、三位メーカーに転落していた。
1965年、社長の座を長男の清水正博に譲り、みずからは取締役会長に就任。1970年死去した。清水が創業した北辰電機製作所は、1983年、ライバル会社の株式会社横河電機製作所に合併（存続会社は旧横河）し、横河北辰電機株式会社となり、1986年には、横河電機株式会社に社名変更したため、「北辰」の名は消滅した。さらに、清水の創業になる北辰化学工業株式会社も、その後北辰工業と名を変えて存続していたが、2005年、長男の正博がNOK株式会社に売却し、シンジーテック株式会社と社名を変えたため、清水が創業した会社はほとんど消滅した。なお、長男の正博は、横河電機株式会社相談役、北辰工業株式会社取締役会長を長くつとめ、2008年に死去したが、生前、横河・北辰合併の際の株式交換で、多額の資産を手にし、それを原資に母校の早稲田大学に巨額の寄付を行った（大学側は、新築校舎に「清水正博記念館」と名づけ、名誉博士号を授与した）。